# Obrida
Obrida is een kevergeslacht uit de familie van de boktorren (Cerambycidae). De wetenschappelijke naam van het geslacht werd voor het eerst geldig gepubliceerd in 1846 door White.

## Soorten
Obrida omvat de volgende soorten:
- Obrida comata Pascoe, 1863
- Obrida fascialis (White, 1846)